# 有效载荷整流罩

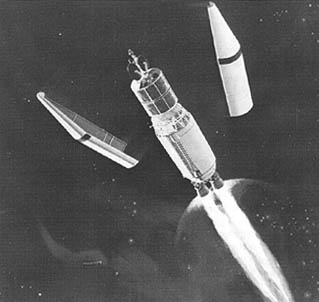
艺术家对整流罩分离画面的设想图

有效载荷整流罩（英語：Payload Fairing），简称整流罩，是包括运载火箭及导弹在内等一部分火箭产品中箭体结构的重要组成部段，通常位于火箭的顶部。整流罩的主要功能是为航天器等有效载荷提供良好环境，保护其内部所搭载的载荷在大气层内飞行时免受气流、热环境等有害因素的影响（有时也用于维持火箭内载精密仪器的洁净室环境）。出于空气动力学方面的考虑，大部分整流罩都由高强度、轻质、耐高温，且无线电透波性强的材料制成，同时还被设计为鼻锥状（通常是锥段和筒段的组合）以为火箭箭体提供良好的气动外形并降低大气层飞行阶段中的空气阻力。
一旦火箭飞行至大气层之外（此时轨道高度一般大于110km），整流罩就会被及时抛弃以减轻全箭重量，这一过程被称为“整流罩分离”或“抛整流罩”。其中，在抛弃时分成两半的整流罩类型被称为蛤壳式整流罩（Clamshell Fairing，因其形似分叉的蛤壳而得名）。 在一些火箭的设计中，整流罩除了有效载荷本身之外还会将火箭的上面级一同包裹在内，例如宇宙神5号、长征一号以及质子M等火箭。有效载荷在整流罩完成分离之后将会完全暴露在外层空间并准备与末级火箭分离。整流罩分离是火箭发射过程中的重要动作之一，可直接影响整个发射任务的成败。

## 回收和复用
通常情况下，有效载荷整流罩在被抛离火箭之后要么在大气层中被烧毁，要么在掉落至海面的过程中被撞击所损毁，但SpaceX公司自2010年代起就开始尝试通过整流罩回收计划来回收它们。2017年3月30日，SpaceX完成了历史上首次整流罩的成功完好回收。2019年6月25日，SpaceX在猎鹰重型STP-2的发射任务中第二次成功捕获了完整的整流罩。此后SpaceX开始尝试重复使用其所回收的整流罩，而后者在每次发射任务中的制造成本为600万美元。SpaceX的首席执行官埃隆·马斯克曾表示，在整流罩接触海水之前将其取回“使翻新变得更加容易”。
虽然在传统上，整流罩通常要和火箭的主体部分分离并在海上完成回收，但火箭实验室的中子号火箭将计划使用与火箭的芯级部分连为一体的整流罩。该集成式整流罩将在一二级火箭的分离瞬间被打开以释放第二级火箭与有效载荷，并在分离过程完成后再次关闭，然后在返回地球之时与第一级被一同回收。

## 因整流罩故障导致的任务失败
在某些火箭的设计中，整流罩会在其上面级火箭发动机关机之后完成分离，与之相对的，一些火箭则将整流罩分离的时间设置在了发动机关机之前，火箭穿过稠密大气之后的窗口内。在以上两种情况下，整流罩若无法正常分离将可能导致全箭由于质量过大而难以将载荷送入预定轨道。

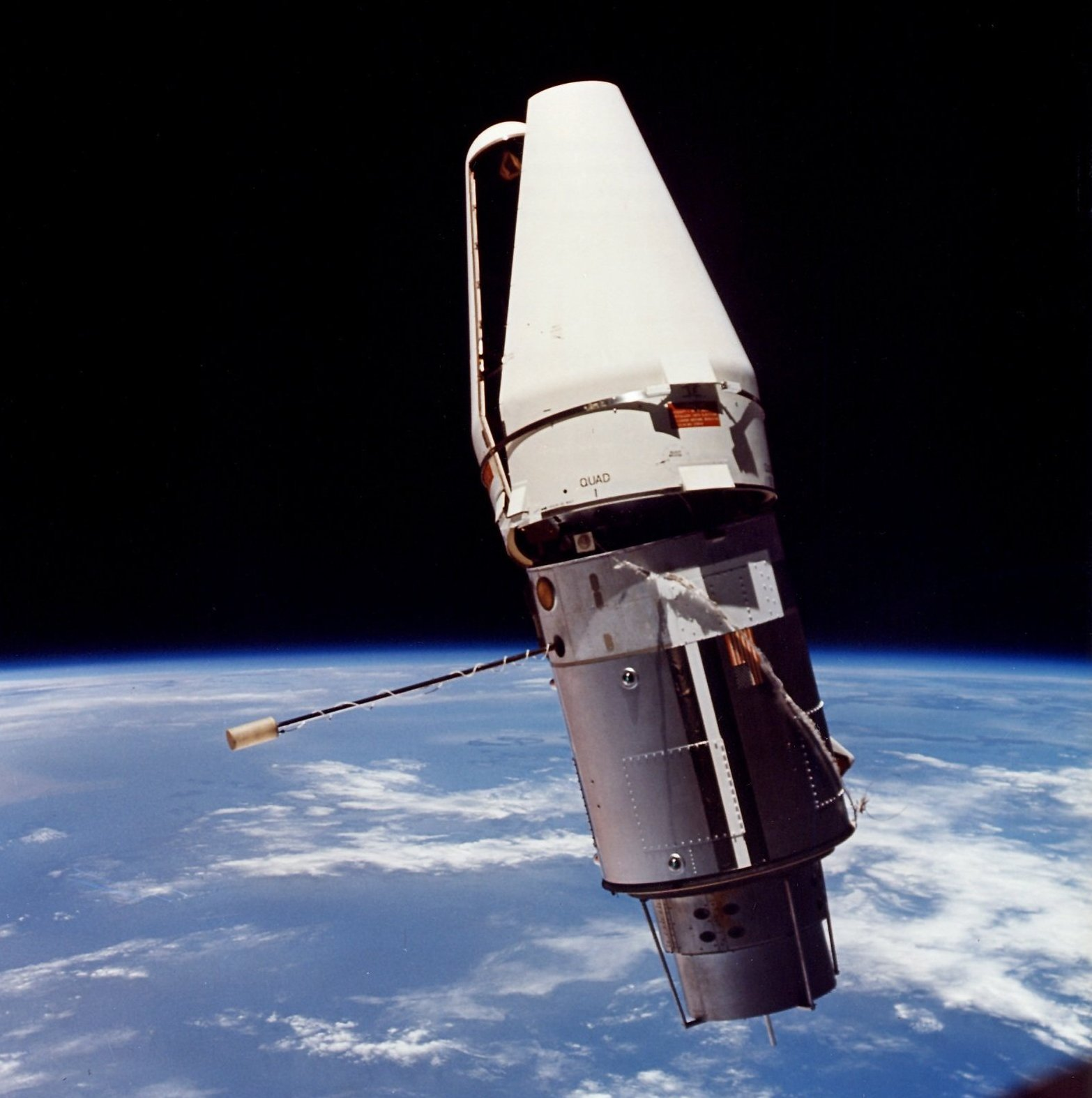
在轨运行中的增强目标对接飞行器，图中可见其整流罩未完成分离

原计划用于双子座9A号载人飞行任务的增强目标对接飞行器（Augmented Target Docking Adapter, ATDA）于1966年6月由宇宙神SLV-3火箭成功发射入轨。但当双子座飞船上的宇航员尝试与其进行交会对接时，他们发现其整流罩并未如预期那般被分离，这使得对接任务无法正常进行下去。观察发现两条本应在发射之前就被取下的挂绳仍在，原因事后被确定为工作人员的失误所致。
20世纪90年代，整流罩引发的故障曾导致长征二号E运载火箭发生多次发射事故。
1999年，由于雅典娜2号运载火箭的整流罩未能正常打开使卫星无法入轨，导致IKONOS-1地球观测卫星的发射失败。
2009年2月24日，美国宇航局的在轨碳观测台（Orbiting Carbon Observatory, OCO）卫星升空后未能成功入轨；事后调查显示，由于金牛座XL运载火箭的整流罩分离失败使火箭质量过大，导致其未能产生足够推力，从而落回地面并最终坠毁于南极洲附近的印度洋海域。
类似的情况也发生在了2009年8月25日发射的韩国首枚运载火箭“罗老号”上。在发射过程中，整流罩中的一瓣未能正常分离，导致火箭偏离预定轨道并使卫星未到达稳定轨道。
2011年3月4日，由于轨道科学公司的金牛座XL运载火箭在发射过程中出现的整流罩分离故障，美国宇航局的辉煌号卫星在发射升空后未能入轨，最终坠入印度洋。此次故障是轨道科学公司旗下的金牛座XL火箭整流罩连续第二次出现事故。事后NASA决定将用于发射在轨碳观测台替补卫星OCO-2的运载火箭由金牛座运载火箭调整为德尔塔2号火箭。
2017年8月31日，因PSLV-C39火箭的整流罩未能分离，导致印度的IRNSS-1H卫星无法正常部署。由于整流罩多出的质量，火箭在各级火箭均工作正常的情况下仍无法到达预定轨道。卫星最终在整流罩内部与火箭分离，但被卡在其中无法脱出。
2021年8月3日，由中国商业航天公司星际荣耀研发制造的双曲线一号火箭在发射过程中发生故障。一天后，星际荣耀官方透露失败原因，称整流罩在发射中未能正确分离，导致卫星无法到达预定轨道。
2022年2月10日，Astra火箭3.3发射失败。原因被怀疑是由整流罩分离失败所造成的故障。

## 导弹整流罩
导弹整流罩也被称为“导弹头罩”，位于导弹的最前端，是一个用于保持导弹气动外形并保护其内战斗部的结构组件，包含了防热、承力、透波等在内的诸多功能。以洲际弹道导弹为例，其内部通常装载有弹头和动力装置，在实战中将由制导系统控制飞行至指定位置后，头罩与导弹完成分离以在再入大气层前漏出战斗部并飞向目标。
导弹头罩在结构设计和分离方式上根据不同类型导弹内战斗部设计之间的差异而有所不同，如分导式多弹头设计的洲际弹道导弹在设计上便比单弹头的导弹要多一个释放子弹头的步骤，两者在发射最初的助推段上一致，但在分离低级火箭并达到所需速度和高度之后，单弹头的导弹将直接完成分离，而多弹头的母弹头（由子弹头、整流罩和末助推控制系统组成）则会根据预设控制指令先完成抛罩，然后通过末助推控制系统（即末级火箭）依次进行调姿到位后再将子弹头送至预定位置进行释放。该过程类似于运载火箭的上面级进行一箭多星变轨时的操作。
弹道导弹所用的整流罩在大致功能和结构方面与运载火箭所用的整流罩大同小异，但相较于运载火箭的整流罩，导弹头罩的整体形状往往更偏向于圆锥形，体积较之也会更小。基于这种差异，导弹头罩的分离方式与运载火箭整流罩之间亦存在不同，如一些导弹可能会采取整体式的头罩，在分离时并不分瓣进行抛弃；另一些导弹整流罩则采用多瓣式设计；而相当一部分导弹将头罩作为战斗部的一部分来设计，在发射后两者不进行分离（多为单弹头设计）。此外，鉴于一部分运载火箭为基于中程或洲际弹道导弹改进而来的衍生产物（如长征十一号与东风-31型）或者本身就是弹道导弹的卫星发射版本（如R-7弹道导弹），导弹头罩亦可作为运载火箭的整流罩使用。

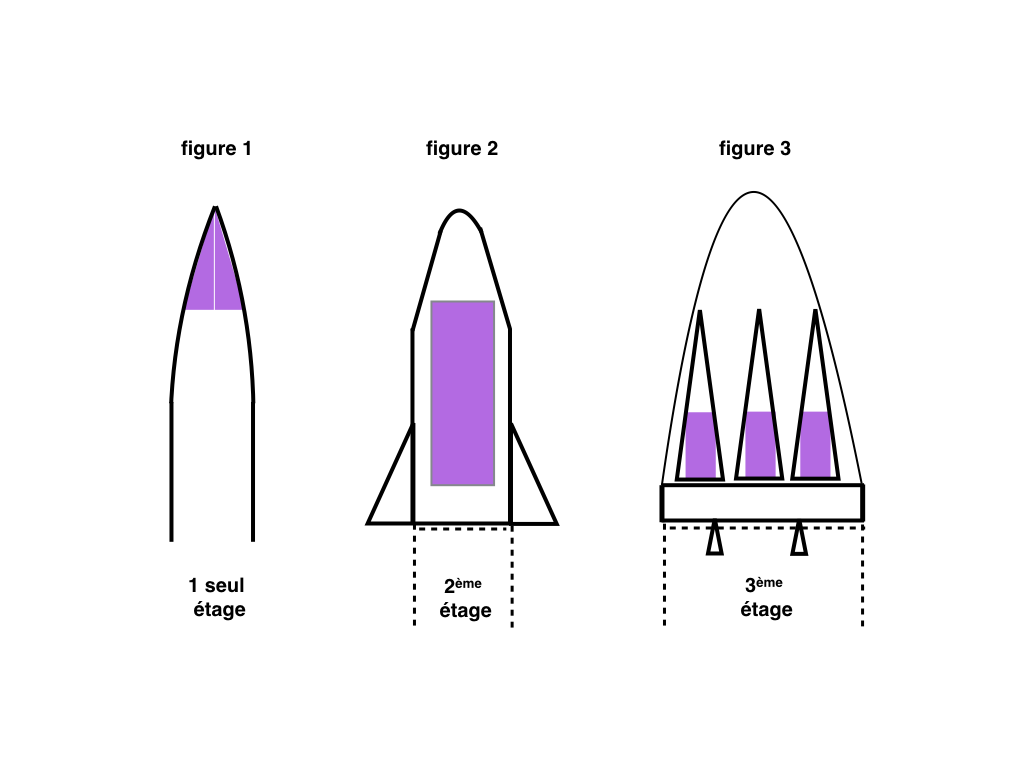
不同样式的导弹弹头和整流罩
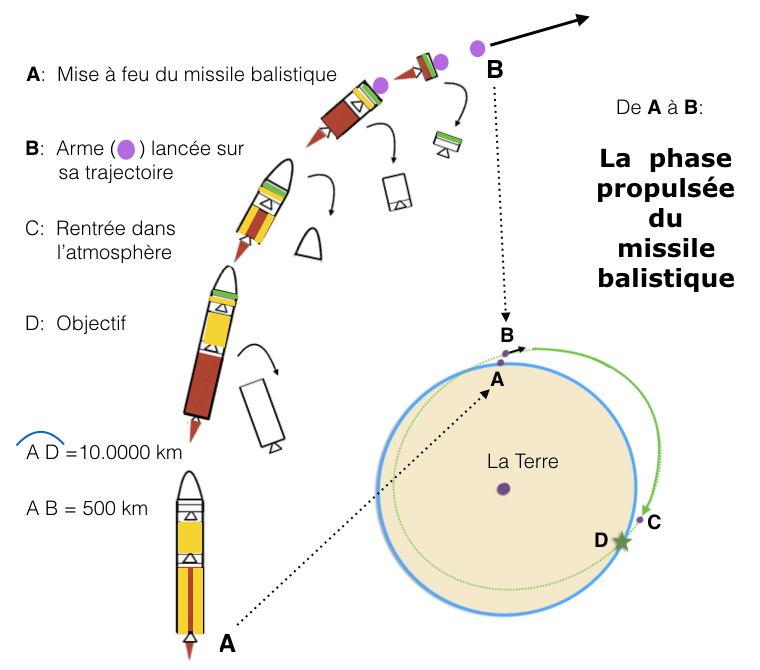
弹道导弹的飞行过程，其中的第三阶段为整流罩分离

## 制造商

### 运载火箭整流罩
- 长征系列运载火箭的整流罩现由中国航天科技集团公司负责研制和生产[31]。
- RUAG空间公司，总部位于苏黎世，是阿丽亚娜系列火箭的整流罩制造商[32]，同时为美国的宇宙神5号运载火箭生产5米直径的整流罩[33]。
- 太空探索技术公司为其旗下的运载火箭型号自产整流罩[34]。
- ISRO旗下众多运载火箭型号的整流罩由印度斯坦航空有限公司负责生产[35]。
- 包括H-IIA以及艾普斯龙在内等绝大部分日本运载火箭使用川崎重工業制造的整流罩[36]。

## 图集

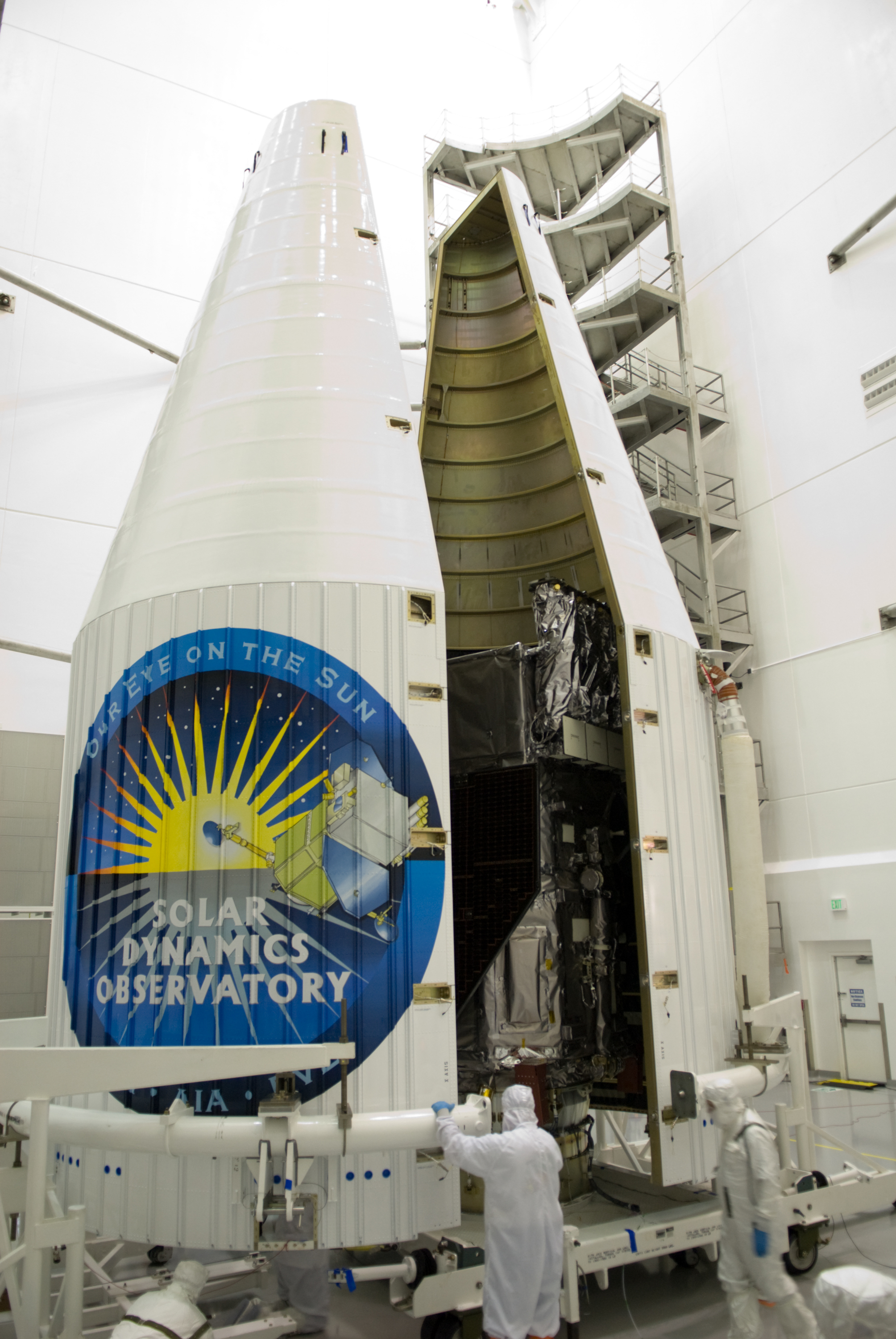
完成合罩前的NASA太陽動力學天文台
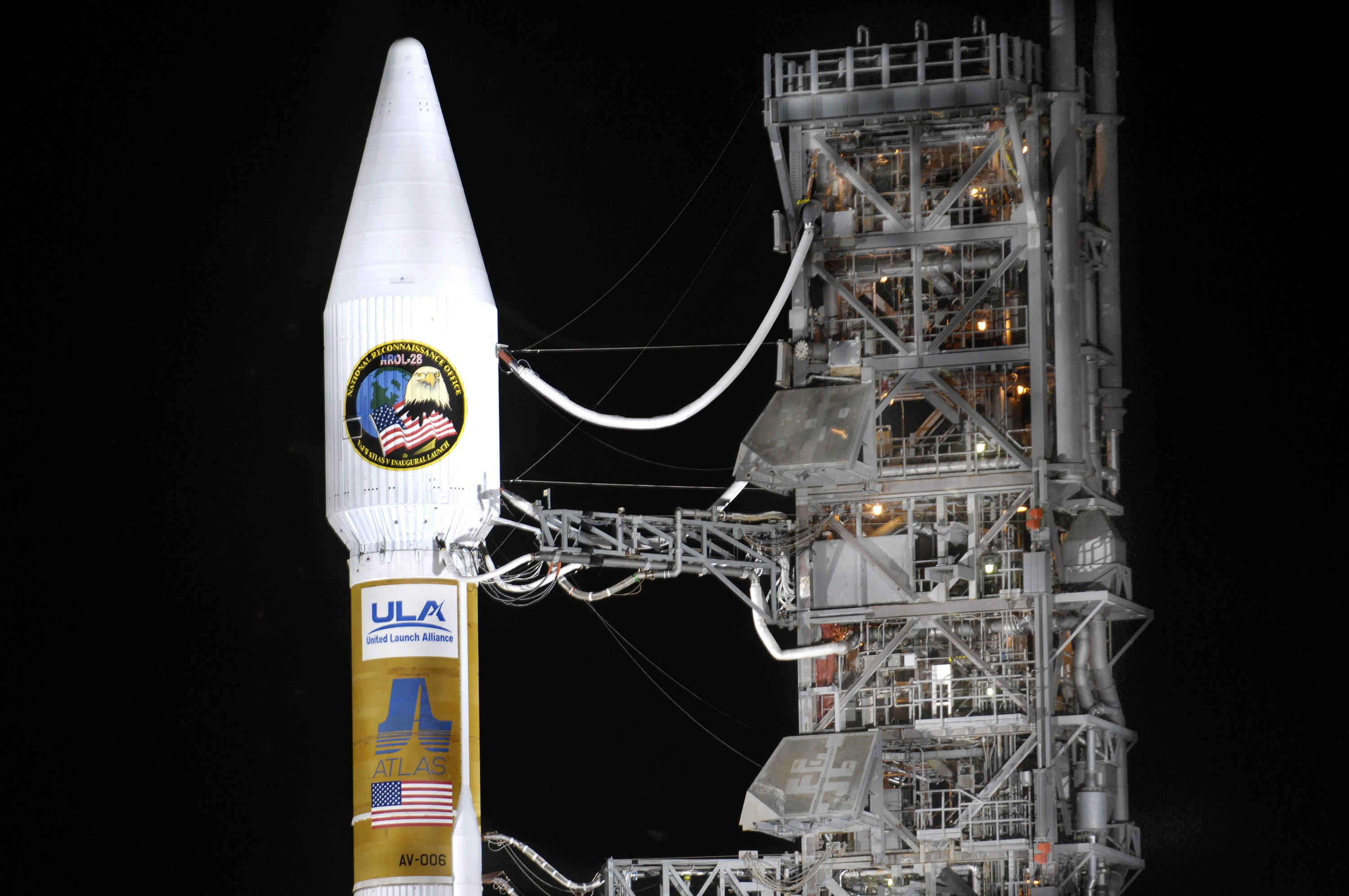
宇宙神3号火箭的整流罩，其内部载有美國國家偵察局所属的卫星
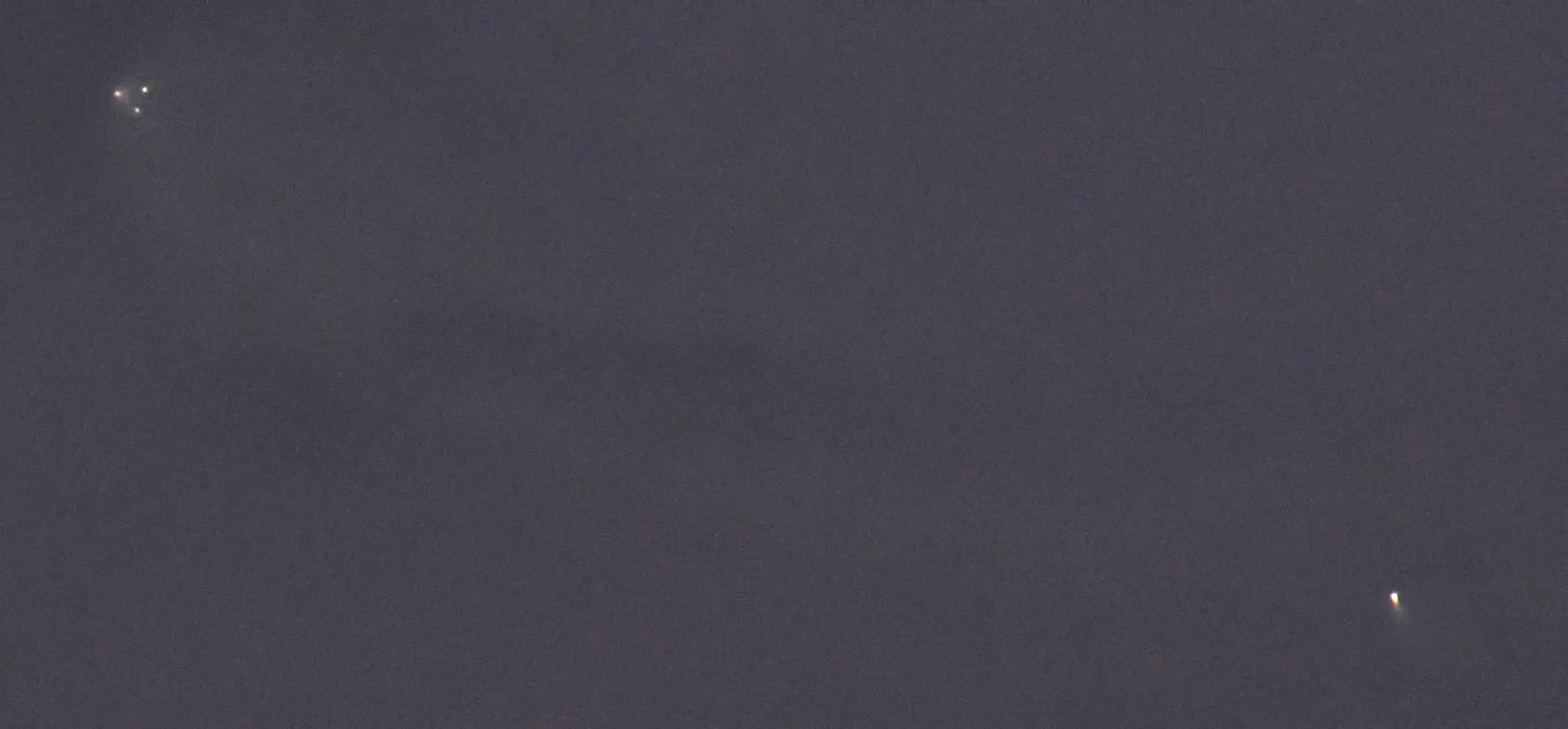
猎鹰9号火箭整流罩的分离瞬间，其中左上方可见猎鹰9号的二级火箭和完成分离后的两瓣整流罩；早先分离的一级火箭则位于右下角。
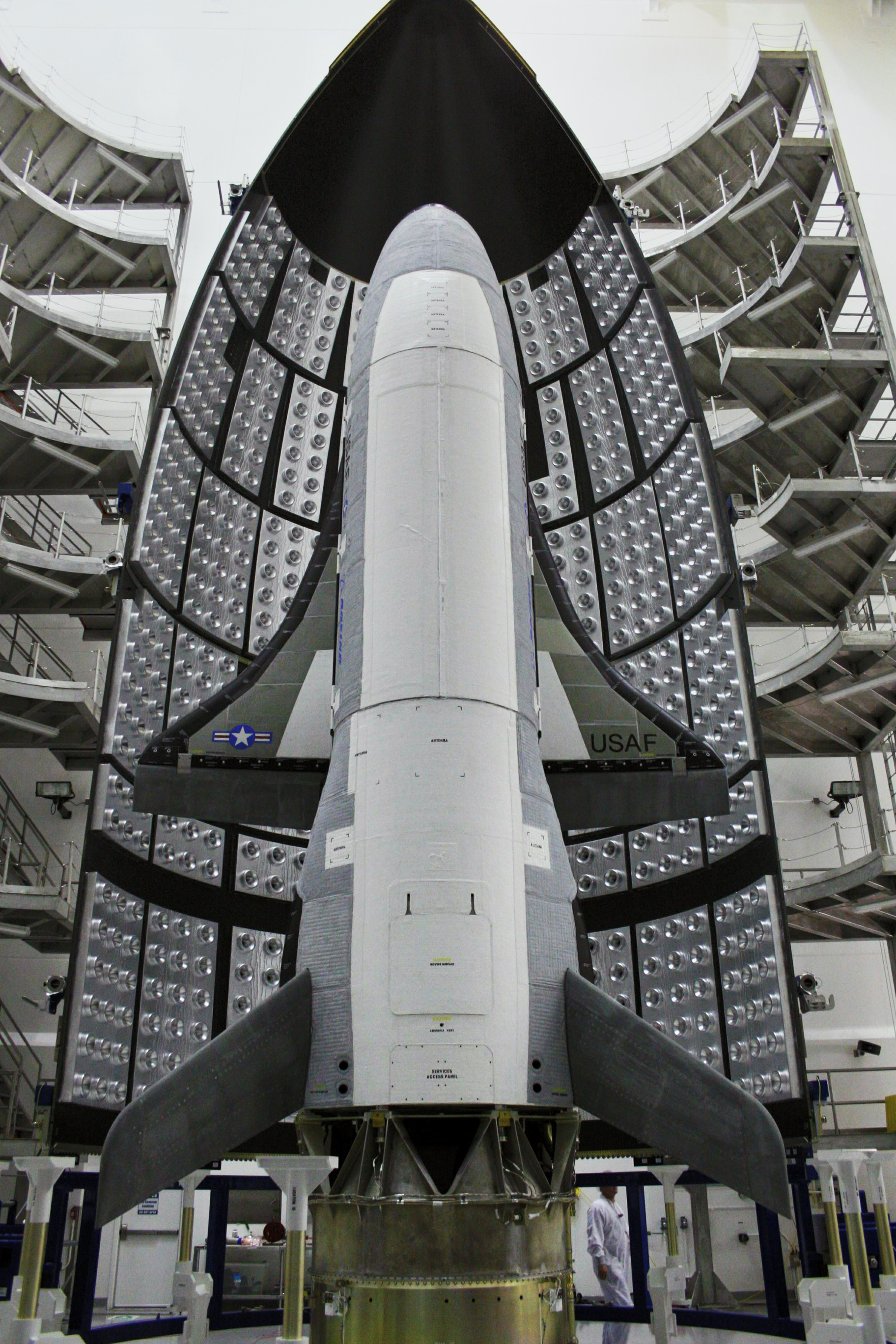
即将完成合罩的波音X-37B，使用宇宙神5号火箭的整流罩